# Championtitel der Universal Wrestling Federation (Herb Abrams)
Der Artikel listet die Championtitel der Universal Wrestling Federation (UWF)  nach Herb Abrams auf. Die UWF war eine Wrestling-Promotion aus Marina del Rey, Kalifornien, die von 1990 bis 1996 existierte. Die Liga war nicht sehr professionell organisiert. Viele Titel wurden nicht wirklich ausgekämpft und Storylines kurzfristig geändert.

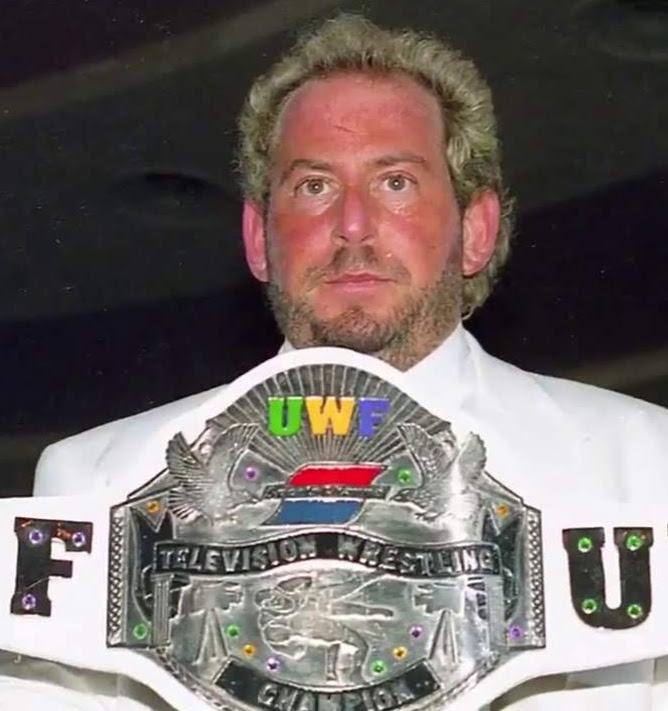
Herb Abrams mit dem UWF SportsChannel Television Championship (1991)

## UWF Americas Championship
Der UWF Americas Championship war ein Sekundärtitel der Universal Wrestling Federation und wurde kurz vor Ende erst eingeführt.
| Wrestler   | Anzahl | Datum              | Ort           | Anmerkung                                     |
| ---------- | ------ | ------------------ | ------------- | --------------------------------------------- |
| Dan Spivey | 1      | 23. September 1994 | Las Vegas, NV | Besiegte Johnny Ace um den Titel zu gewinnen. |

## UWF Intercontinental Heavyweight Championship
Der UWF Intercontinental Heavyweight Championship war ein Sekundärtitel der Universal Wrestling Federation. Er wurde an Bob Orton, Jr. verliehen, wurde aber nur einmal verteidigt.
| Wrestler       | Anzahl | Datum            | Ort       | Anmerkung   |
| -------------- | ------ | ---------------- | --------- | ----------- |
| Bob Orton, Jr. | 1      | 24. Juli 1993    | Minot, ND | Verliehen.  |
| Vakanz         | Vakanz | 10. Oktober 1993 |           | eingestellt |

## UWF Israeli Championship
Der UWF Israeli Championship war ein Sekundärtitelthe. Er wurde an Joshua Ben-Gurion verliehen.
| Wrestler          | Anzahl | Datum              | Ort          | Anmerkung   |
| ----------------- | ------ | ------------------ | ------------ | ----------- |
| Joshua Ben-Gurion | 1      | 10. Mai 1991       | New York, NY | Verliehen   |
| Vakanz            | Vakanz | 16. September 1991 |              | eingestellt |

## UWF Junior Heavyweight Championship
Der UWF Junior Heavyweight Championship war ein Sekundärtitel. Jack Armstrong wurde der erste und einzige Champion bei der letzten Veranstaltung der UWF.
| Wrestler       | Anzahl | Datum              | Ort           | Anmerkung                                         |
| -------------- | ------ | ------------------ | ------------- | ------------------------------------------------- |
| Jack Armstrong | 1      | 23. September 1994 | Las Vegas, NV | Besiegte Mando Guerrero um den Titel zu gewinnen. |

## UWF MGM Grand Championship
Der UWF MGM Grand Championship  war ein Sekundärtitel. Tyler Mane wurde der erste und einzige Champion bei der letzten Veranstaltung der UWF.
| Wrestler   | Anzahl | Datum              | Ort           | Anmerkung                           |
| ---------- | ------ | ------------------ | ------------- | ----------------------------------- |
| Tyler Mane | 1      | 23. September 1994 | Las Vegas, NV | Defeated Steve Ray to win the title |

## UWF Midget World Championship
Der UWF Midget World Championship war ein Sekundärtitel der Universal Wrestling Federation. Er wurde an kleinwüchsige Wrestler vergeben. Little Tokyo wurde der erste und einzige Champion bei der letzten Veranstaltung der UWF.
| Wrestler     | Anzahl | Datum              | Ort           | Anmerkung                                |
| ------------ | ------ | ------------------ | ------------- | ---------------------------------------- |
| Little Tokyo | 1      | 23. September 1994 | Las Vegas, NV | Defeated the Karate Kid to win the title |

## UWF North American Championship
Der UWF North American Championship war ein Sekundärtitel. Er wurde an Tony Caponeverliehen und nur einmal verteidigt.
| Wrestler    | Anzahl | Datum             | Ort            | Anmerkung    |
| ----------- | ------ | ----------------- | -------------- | ------------ |
| Tony Capone | 1      | 16. November 1991 | Mt. Vernon, NY | Verliehen.   |
| Vakanz      | Vakanz | 2. Dezember 1991  |                | Eingestellt. |

## UWF Southern States Championship
Der UWF Southern States Championship war ein Sekundärtitel.
| Wrestler       | Anzahl | Datum              | Ort             | Anmerkung                                                  |
| -------------- | ------ | ------------------ | --------------- | ---------------------------------------------------------- |
| Bob Orton, Jr. | 1      | 19. Juni 1992      | Spartanburg, SC | Gewann ein 6-Mann-Turnier.                                 |
| Paul Orndorff  | 1      | 22. Juni 1992      | Spartanburg, SC | [ 9 ]                                                      |
| Vakanz         | Vakanz | 8. Oktober 1992    |                 | Wurde vakant, nachdem Paul Orndorff die Promotion verließ. |
| Bob Orton, Jr. | 2      | 23. September 1994 | Las Vegas, NV   | Verliehen.                                                 |

## UWF SportsChannel Television Championship
Der UWF SportsChannel Television Championship war von 1991 bis 1992 der Primärtitel der UWF. Er wurde mit einem 16-Mann-Turnier eingeführt, das zwischen April und Juni 1991 aufgezeichnet wurde. Der Sieger wurde beim PPV Beach Brawl bestimmt. Der Titel erhielt seinen Namen vom SportsChannel wo UWFs wöchentliche Fury Hour ausgestrahlt wurde.
| Wrestler       | Anzahl   | Datum              | Ort             | Anmerkung                                                         |
| -------------- | -------- | ------------------ | --------------- | ----------------------------------------------------------------- |
| Steve Williams | 1        | 9. Juni 1991       | Palmetto, FL    | Besiegte Bam Bam Bigelow in einem Turnierfinale                   |
| Stripped       | Stripped | 19. Juni 1992      | Spartanburg, SC | Wurde für vakant erklärt, nachdem Williams die Promotion verließ. |
| Sonny Beach    | 1        | 23. September 1994 | Las Vegas, NV   | Besiegte Dr. Feelgood in einem Match um den vakanten Titel        |

## UWF Women’s World Championship
Der UWF Women’s World Championship war der Primärtitel der Frauen in der UWF
| Wrestler      | Anzahl | Datum              | Ort           | Anmerkung                                               |
| ------------- | ------ | ------------------ | ------------- | ------------------------------------------------------- |
| Rockin’ Robin | 1      | 9. Juni 1991       | Palmetto, FL  | Besiegte Candi Divine.                                  |
| Vakanz        | Vakanz | 16. November 1991  |               |                                                         |
| Candi Devine  | 1      | 23. September 1994 | Las Vegas, NV | Besiegte Tina Moretti                                   |
| Miss Texas    | 1      | 5. Dezember 1994   | Memphis, TN   | Besiegte Candi Divine bei einer Veranstaltung der USWA. |

## UWF World Heavyweight Championship
Der UWF Heavyweight Championship sollte der Primärtitel der Universal Wrestling Federation werden. Er wurde am 23. September 1994 an Steve Williams verliehen.
| Wrestler       | Anzahl | Datum              | Ort           | Anmerkung  |
| -------------- | ------ | ------------------ | ------------- | ---------- |
| Steve Williams | 1      | 23. September 1994 | Las Vegas, NV | Verliehen. |

## UWF World Tag Team Championship
Der UWF World Tag Team Championship war der Tag-Team-Titel der UWF. The Killer Bees gewannen ihn bei der letzten UWF-Show.
| Wrestler                                          | Anzahl | Datum              | Ort           | Anmerkung                                                        |
| ------------------------------------------------- | ------ | ------------------ | ------------- | ---------------------------------------------------------------- |
| The Killer Bees (B. Brian Blair and Jim Brunzell) | 1      | 23. September 1994 | Las Vegas, NV | Besiegten The New Powers of Pain (The Warlord and Power Warrior) |